# Wieża zegarowa Büyük Saat
Wieża zegarowa Büyük Saat – wieża zegarowa w Adanie, najwyższa w Turcji, mająca 32 metry.

## Historia
Budowę Büyük Saat rozpoczęto w 1879 roku za czasów gubernatora Ziya Pasha, a ukończono w 1882 roku, gdy rządził jego następca gubernator Abidin Pasha. Projekt przygotowali dwaj architekci Krikor Agha Bzdikian i Kasbar Agha Bzdikian.
Ponieważ wieża pełniła również funkcje punktu obserwacyjnego, została uszkodzona podczas okupacji francuskiej w latach 1918-21 i odbudowana dopiero w 1935 roku. Budowa zegara ułatwiła życie mieszkańcom, którzy słyszeli co godzinę dźwięk dzwonu wybijającego godzinę. Korzystali z tego również urzędnicy, którzy wprowadzili godziny urzędowania według czasu pokazywanego przez zegar. Budowa wieży zmieniła również sposób ustalania godzin muzułmańskich modlitw. W 1998 roku podczas trzęsienia o mocy 6,3 w skali Richtera w Adanie zostało zniszczonych około 14 000 domów. Wieża poza kilkoma drobnymi pęknięciami nie ucierpiała.

## Opis
Büyük Saat ma kształt kwadratowej kolumny o 8 metrowym boku. Do budowy ścian użyto małych cegieł. Ma 32 metry i jest osadzona na głębokich 3-metrowych fundamentach. Zegar ma tarcze z wszystkich czterech stron.